# Fondation d'art « Tellóglion »
La Fondation d'art « Tellóglion » (en grec moderne : Τελλόγλειο Ίδρυμα Τεχνών) est un musée d'art situé dans la ville de Thessalonique, dans la périphérie de Macédoine-Centrale, en Grèce.

## Histoire
Créé en 1972, il porte le nom de Néstoras et Alíki Télloglou,, qui font don de leur collection d'art et de l'ensemble de leurs biens en faveur de l'université Aristote de Thessalonique,. À la suite de cette donation, l'université crée la fondation afin d'abriter la collection d'art et de la rendre accessible au public. À partir de décembre 1999, la fondation est installée au sein d'un bâtiment moderne situé dans la partie supérieure du campus de l'université Aristote de Thessalonique.

## Description
La Fondation d'art « Tellóglion » est une organisation à but non lucratif supervisée par l'université Aristote de Thessalonique et dirigée par un conseil d'administration composé de professeurs de l'université issus de différentes facultés. La mission première de la fondation est de familiariser le public avec l'art et la culture et de soutenir la recherche et les études sur les arts. En outre, la fondation organise des conférences et des séminaires, soutenant ainsi la coopération avec d'autres institutions similaires en Grèce et à l'étranger. Sa collection provient des dons des époux Télloglou, ainsi que de divers particuliers. Elle contient de nombreuses œuvres d'art, principalement d'artistes grecs, mais aussi européens, datant des XIXe et XXe siècles,,.

## Installations
Le Tellóglion est hébergé au sein d'un bâtiment de 6 500 mètres carrés situé dans la partie nord du campus de l'université Aristote de Thessalonique. Le site où se trouve le bâtiment est une concession du dème de Thessalonique.
L'espace d'exposition couvre trois étages et une surface totale de 2 500 mètres carrés. Il est subdivisé en zones indépendantes de taille plus réduite et en un petit nombre de salles auxiliaires. Les niveaux de température, d'humidité relative et de lumière à l'intérieur de l'espace d'exposition sont étroitement et constamment surveillés grâce à un système de pointe qui contrôle les conditions environnementales dans l'ensemble du bâtiment.
La fondation est également propriétaire d'un amphithéâtre de taille moyenne, qui est un centre conventionnel entièrement équipé, capable d'accueillir une grande variété d'événements culturels et scientifiques, tels que des événements musicaux, des séminaires, des conférences, ainsi que des colloques. L'amphithéâtre est doté d'une capacité d'accueil de 230 places et est équipé d'installations de mégaphone avancées, d'une salle de contrôle, ainsi que de trois cabines de traduction indépendantes.

## Collection d'art

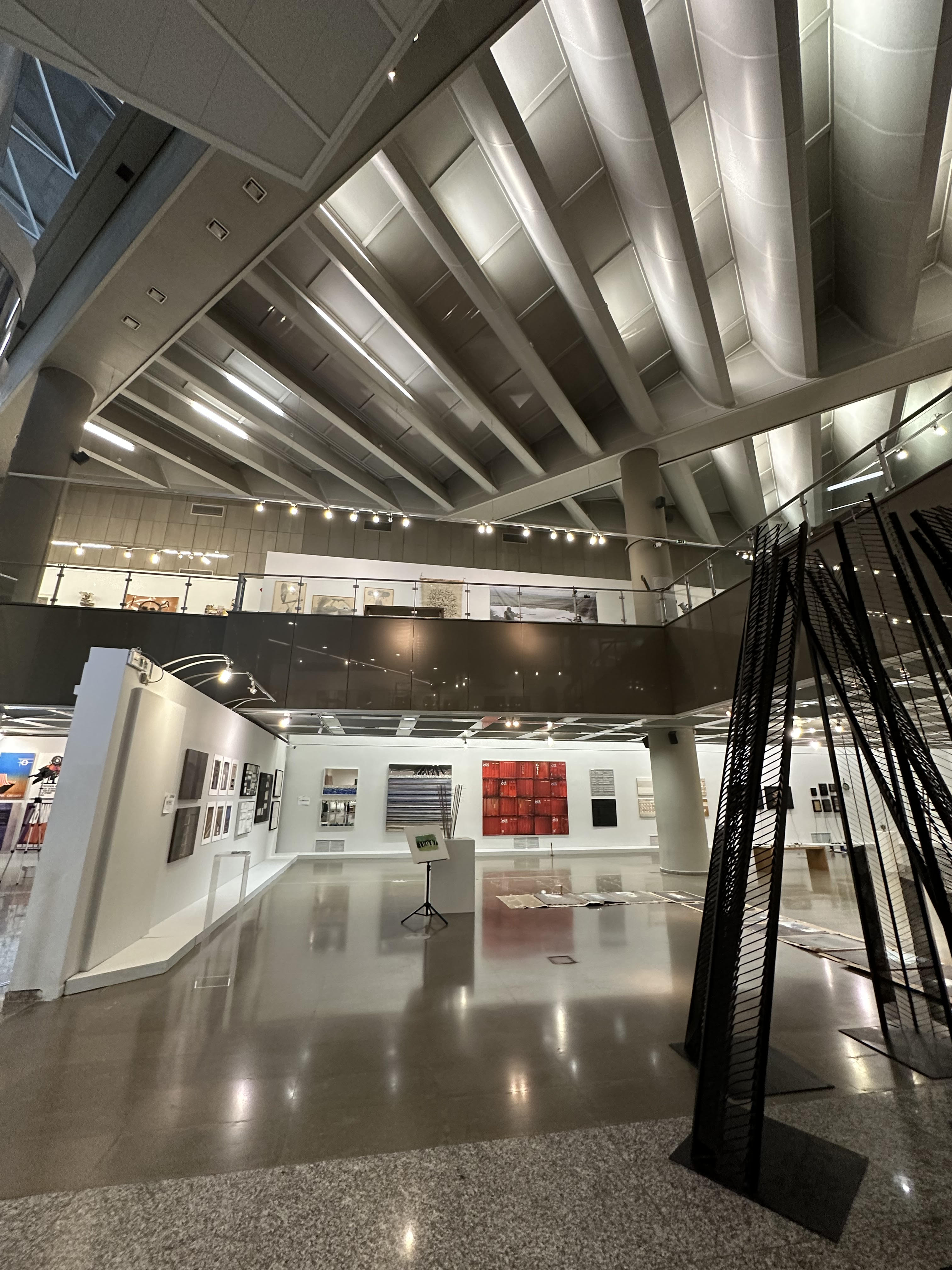
Vue d'ensemble d'une exposition d'art au Tellóglion, en 2023.

La donation de Néstoras et Alíki Télloglou constitue l'essentiel de la collection d'art du musée, qui compte environ 7 000,–8 000 objets. L'essentiel de la collection comprend des œuvres d'art d'artistes grecs et européens de renom des XIXe et XXe siècles (dessins, gravures, huiles sur toile, sculptures, etc.). Elle comprend également des œuvres d'art provenant de diverses civilisations : poteries hellénistiques et romaines, statues, en particulier datant de la période hellénistique, échantillons d'art chinois et arabe (plats, vases, etc.), miniatures persanes, ainsi qu'une variété de reliefs en bois provenant de Thaïlande.
Par la suite, la collection est davantage enrichie par divers dons d'artistes et d'amateurs d'art, tels que Tónis et Ioánna Spitéris, Dimítrios Tsámis et bien d'autres encore. Aujourd'hui, la collection de la Fondation d'art « Tellóglion » possède des œuvres des artistes grecs les plus importants du XIXe siècle et du début du XXe siècle, telles que des œuvres de Gýzis, Iakovídis, Parthénis, Spyrópoulos, Engonópoulos, Mytarás et bien d'autres,,,.
Parmi les artistes notables (peintres, graveurs, sculpteurs), figurent les suivants :

### École de l'Heptanèse
- Nikólaos Kantoúnis[14]
- Nikólaos Koutoúzis[14]
- Spyrídon Prosaléntis[1]
- Nikólaos Xydiás Typáldos[1]

### École de Munich
- Ioánnis Altamoúras[14]
- Thália Florá-Karavía[15]
- Nikólaos Gýzis[16]
- Geórgios Iakovídis[16]
- Geórgios Roïlós[15]

### Début du XXe siècle et génération des années 30
- Georges Bouzianis[15]
- Níkos Engonópoulos[16]
- Giórgos Gounarópoulos[15]
- Níkos Chatzikyriákos-Ghíkas
- Fótis Kóntoglou[16]
- Konstantínos Parthénis[15]
- Yannis Tsarouchis[14]
- Emmanouíl Zaḯris[17]

### Moderne et contemporain
- Koúla Bekiári[18]
- Costas Koulentianos[19]
- Dimítris Mytarás[14]
- Giórgos Sikeliótis[1]
- Yánnis Spyrópoulos[16]
- Tássos[1]
- Panagiótis Tétsis[1]
- Loukás Venetoúlias[20]

### Artistes européens
- Ivan Aivazovsky[14]
- François Boucher[14]
- Marino Marini[1]
- Henri Félix Philippoteaux[1]
- Salvator Rosa[1]

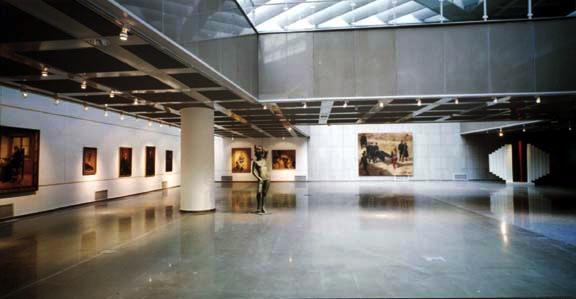
Vue de l'intérieur du musée.
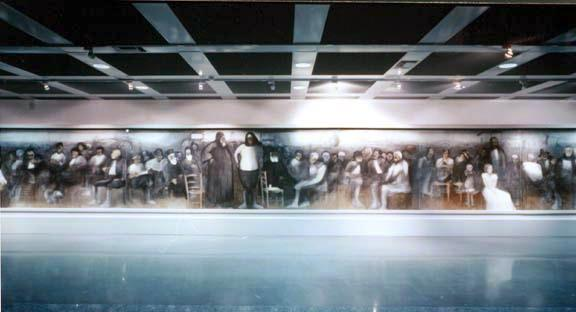
Vue de l'intérieur du musée.